# Sandro Lauper
Sandro Lauper (Oberdiessbach, 25 de octubre de 1996) es un futbolista suizo que juega de centrocampista y defensor en el Young Boys de la Superliga de Suiza.

## Selección nacional
Lauper fue internacional sub-20 y sub-21 con la selección de fútbol de Suiza.

## Clubes
| Club                | País  | Año       |
| ------------------- | ----- | --------- |
| FC Thun             | Suiza | 2016-2018 |
| B. S. C. Young Boys | Suiza | 2018-act. |

## Palmarés

### Títulos nacionales
| Título             | Club                | País  | Año  |
| ------------------ | ------------------- | ----- | ---- |
| Superliga de Suiza | B. S. C. Young Boys | Suiza | 2019 |
| Superliga de Suiza | B. S. C. Young Boys | Suiza | 2020 |
| Copa de Suiza      | B. S. C. Young Boys | Suiza | 2020 |
| Superliga de Suiza | B. S. C. Young Boys | Suiza | 2021 |
| Superliga de Suiza | B. S. C. Young Boys | Suiza | 2023 |
| Copa de Suiza      | B. S. C. Young Boys | Suiza | 2023 |
| Superliga de Suiza | B. S. C. Young Boys | Suiza | 2024 |